# Sonia Williams
Sonia Olivia Williams (Saint John's, 28 mei 1979) is een atleet uit Antigua en Barbuda.
In 1998 en 2006 nam Williams deel aan de Gemenebestspelen.
Op de Olympische Zomerspelen van Atlanta in 1996 liep Williams met het estafette-team van Antigua en Babuda de 4x100 en de 4x400 meter.
Op de Olympische Zomerspelen van Beijing in 2008 liep Williams voor Antigua en Barbuda de 100 meter sprint.

## Persoonlijk record
| Onderdeel | Resultaat | Jaar |
| --------- | --------- | ---- |
| 100 meter | 11,49 s   | 1996 |
| 200 meter | 23,74 s   | 2001 |

| Onderdeel | Resultaat | Jaar |
| --------- | --------- | ---- |
| 60 meter  | 7,34 s    | 2000 |
| 200 meter | 24,33 s   | 2001 |

- World Athletics: 14272718